# Hela Sverige bakar
Hela Sverige bakar är ett svenskt tävlings- och matlagningsprogram på Sjuan baserat på det brittiska TV-programmet Hela England bakar (The Great British Bake-Off). Programledare är Tina Nordström och Johan Östling och juryn består av Johan Sörberg och Elisabeth Johansson. Från starten 2014 fram till 2019 var Birgitta Rasmusson jurymedlem, och efterträddes av Elisabeth Johansson. Premiären från första säsongen blev nytt tittarrekord för TV-kanalen Sjuan, 765 000 TV-tittare. Programmet vann Kristallen 2015 för årets bästa dokusåpa, vilket det också var nominerat till 2013 och 2014.
En spinoff, kallad Hela kändis-Sverige bakar började sändas på TV4 under våren 2014 och juniorversionen Hela Sverige bakar junior hade premiär hösten 2015.

## Programmet
I programmet tävlar tolv svenska amatörer i att baka. De får senare sina bakverk betygsatta av en jury. I varje avsnitt åker en person ut vars bakverk inte levde upp till juryns krav. I sista programmet utses vinnaren av Hela Sverige bakar. Priset som vinnaren får är att ge ut en bakbok. Programmet spelas sedan säsong 12 in på Ulriksdals slott. Från säsong 1 fram till säsong 11 spelades programmet in på Taxinge-Näsby slott.
I maj 2025 gick TV4 ut med att Hela Sverige bakar ändrar flera delar av programmet med 30 minuter längre avsnitt, nya programledare, ny jury och nytt tävlingsmoment. Nya programledare blir Malin Stenbäck och Johan Petersson samt de nya jurymedlemmarna Camilla Hamid och Bedros Kabranian. Det nya tävlingsmomentet innebär en utslagsduell där deltagare får en sista chans att hålla sig kvar i tävlingen.

## Säsonger
| Säsong | Sändningsdatum                  | Vinnare                   | TV-kanal | Programledare                   | Jury                               | Tittarsiffror (i genomsnitt) |
| ------ | ------------------------------- | ------------------------- | -------- | ------------------------------- | ---------------------------------- | ---------------------------- |
| 1      | 20 september – 20 november 2012 | Christina Gyllner         | Sjuan    | Tilde de Paula Eby              | Birgitta Rasmusson, Johan Sörberg  | 637 000                      |
| 2      | 14 september – 14 november 2013 | Caroline Ahlqvist         | Sjuan    | Tilde de Paula Eby              | Birgitta Rasmusson, Johan Sörberg  | 551 000                      |
| 3      | 28 augusti – 30 oktober 2014    | Alexandra Larsson         | Sjuan    | Tilde de Paula Eby              | Birgitta Rasmusson, Johan Sörberg  | 480 000                      |
| 4      | 10 september – 12 november 2015 | Linus Larsson             | Sjuan    | Tilde de Paula Eby              | Birgitta Rasmusson, Johan Sörberg  | 447 000                      |
| 5      | 27 september – 29 november 2016 | Shireen Selfelt           | TV4      | Tilde de Paula Eby              | Birgitta Rasmusson, Johan Sörberg  | 758 000                      |
| 6      | 26 september – 12 december 2017 | Andréa Brändström         | TV4      | Tilde de Paula Eby              | Birgitta Rasmusson, Johan Sörberg  | 659 000                      |
| 7      | 25 september – 18 december 2018 | Linn Utbult               | TV4      | Tina Nordström, Johan Östling   | Birgitta Rasmusson, Johan Sörberg  | i.u.                         |
| 8      | 25 september – 11 december 2019 | Linda Hansson             | TV4      | Tina Nordström, Johan Östling   | Birgitta Rasmusson, Johan Sörberg  | i.u.                         |
| 9      | 16 september – 9 december 2020  | Hilda Kirkoff             | TV4      | Tina Nordström, Johan Östling   | Elisabeth Johansson, Johan Sörberg | i.u.                         |
| 10     | 22 september – 8 december 2021  | Stephanie Johansson       | TV4      | Tina Nordström, Johan Östling   | Elisabeth Johansson, Johan Sörberg | i.u.                         |
| 11     | 21 september – 7 december 2022  | Sophie Dahlbäck           | TV4      | Tina Nordström, Johan Östling   | Elisabeth Johansson, Johan Sörberg | i.u.                         |
| 12     | 27 september – 13 december 2023 | Carla Antonia von Hofsten | TV4      | Tina Nordström, Johan Östling   | Elisabeth Johansson, Johan Sörberg | i.u.                         |
| 13     | 2 oktober – 18 december 2024    | Ronja Sjölander           | TV4      | Tina Nordström, Johan Östling   | Elisabeth Johansson, Johan Sörberg | i.u.                         |
| 14     | TBA - TBA 2025                  | TBD                       | TV4      | Malin Stenbäck, Johan Petersson | Camilla Hamid, Bedros Kabranian    | i.u.                         |

### Hela kändis-Sverige bakar
Hela kändis-Sverige bakar är en spinoff av Hela Sverige bakar där åtta stycken kändisar varje vecka bakar efter olika teman där vinnaren får 50 000 kronor att skänka till ett valfritt välgörande ändamål. När programmet spelades in på Taxinge-Näsby slott så fick vinnaren en bakelse uppkallad efter sig. Programledare 2014-2018 var Tilde de Paula Eby, och från och med 2019 Tina Nordström och Johan Östling. Programmet sänds i TV4.
| Säsong | Sändningsdatum         | Vinnare                                    | TV-kanal | Programledare                 | Jury                               | Tittarsiffror (i genomsnitt) |
| ------ | ---------------------- | ------------------------------------------ | -------- | ----------------------------- | ---------------------------------- | ---------------------------- |
| 1      | 23 maj – 8 juni 2014   | Erica Johansson                            | TV4      | Tilde de Paula Eby            | Birgitta Rasmusson, Johan Sörberg  | 585 000                      |
| 2      | 21 maj – 11 juni 2015  | Rickard Söderberg                          | TV4      | Tilde de Paula Eby            | Birgitta Rasmusson, Johan Sörberg  | 739 000                      |
| 3      | 12 maj – 9 juni 2016   | Gladys del Pilar                           | TV4      | Tilde de Paula Eby            | Birgitta Rasmusson, Johan Sörberg  | 548 000                      |
| 4      | 15 maj – 5 juni 2017   | Johan Östling                              | TV4      | Tilde de Paula Eby            | Birgitta Rasmusson, Johan Sörberg  | 668 000                      |
| 5      | 8 maj – 5 juni 2018    | Henrik Fexeus                              | TV4      | Tilde de Paula Eby            | Birgitta Rasmusson, Johan Sörberg  | i.u.                         |
| 6      | 14 maj – 18 juni 2019  | Patrick Ekwall                             | TV4      | Tina Nordström, Johan Östling | Birgitta Rasmusson, Johan Sörberg  | i.u.                         |
| 7      | 28 april – 26 maj 2020 | Ida Ingemarsdotter och Anders Södergren    | TV4      | Tina Nordström, Johan Östling | Birgitta Rasmusson, Johan Sörberg  | i.u.                         |
| 8      | 4 maj – 1 juni 2021    | Jesper Blomqvist och Marcus Allbäck        | TV4      | Tina Nordström, Johan Östling | Elisabeth Johansson, Johan Sörberg | i.u.                         |
| 9      | 2 maj – 30 maj 2022    | Eric Ericson och Nour El Refai             | TV4      | Tina Nordström, Johan Östling | Elisabeth Johansson, Johan Sörberg | i.u.                         |
| 10     | 7 mars – 25 april 2023 | Filip Lamprecht och Michel Tornéus         | TV4      | Tina Nordström, Johan Östling | Elisabeth Johansson, Johan Sörberg | i.u.                         |
| 11     | 4 april – 23 maj 2024  | Pablo Leiva Wenger och Felipe Leiva Wenger |          | Tina Nordström, Johan Östling | Elisabeth Johansson, Johan Sörberg |                              |

### Hela Sverige bakar junior
Hela Sverige bakar junior är en spinoff av Hela Sverige bakar där åtta stycken hemmabagare i åldrarna 9-12 år varje vecka bakar efter olika teman där vinnaren får en resa till New York, USA med sin familj. Programledare är Tilde de Paula Eby och programmet sänds på Sjuan.
| Säsong | Sändningsdatum                 | Vinnare | TV-kanal | Programledare      | Jury                              | Tittarsiffror (i genomsnitt) |
| ------ | ------------------------------ | ------- | -------- | ------------------ | --------------------------------- | ---------------------------- |
| 1      | 19 november – 10 december 2015 | Linnea  | Sjuan    | Tilde de Paula Eby | Birgitta Rasmusson, Johan Sörberg | 315 000                      |
| 2      | 17 november – 15 december 2016 | Matilda | Sjuan    | Tilde de Paula Eby | Birgitta Rasmusson, Johan Sörberg | 201 000                      |

## Tittarsiffror

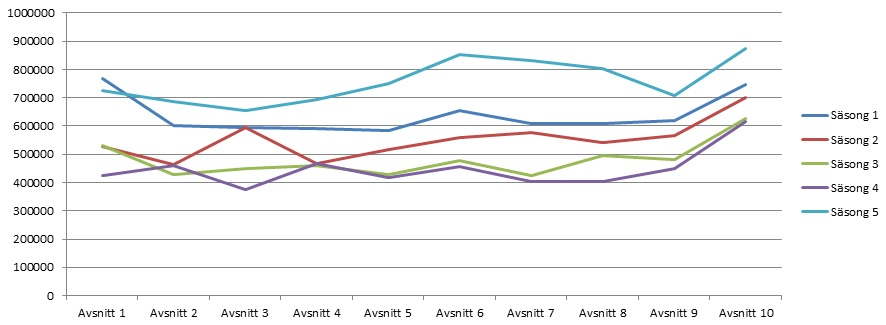
Ett diagram som visar tittarsiffror för Hela Sverige bakar.

| Avsnitt | Tittarsiffror för säsong | Tittarsiffror för säsong | Tittarsiffror för säsong | Tittarsiffror för säsong | Tittarsiffror för säsong | Tittarsiffror för säsong |
| Avsnitt | 1 (2012)                 | 2 (2013)                 | 3 (2014)                 | 4 (2015)                 | 5 (2016)                 | 6 (2017)                 |
| ------- | ------------------------ | ------------------------ | ------------------------ | ------------------------ | ------------------------ | ------------------------ |
| 1       | 767 000                  | 527 000                  | 530 000                  | 423 000                  | 727 000                  | 722 000                  |
| 2       | 602 000                  | 465 000                  | 428 000                  | 459 000                  | 688 000                  | 651 000                  |
| 3       | 594 000                  | 594 000                  | 449 000                  | 376 000                  | 655 000                  | 618 000                  |
| 4       | 590 000                  | 468 000                  | 459 000                  | 467 000                  | 695 000                  | 590 000                  |
| 5       | 584 000                  | 516 000                  | 429 000                  | 416 000                  | 751 000                  | 582 000                  |
| 6       | 655 000                  | 559 000                  | 479 000                  | 456 000                  | 851 000                  | 703 000                  |
| 7       | 610 000                  | 576 000                  | 425 000                  | 402 000                  | 832 000                  | 616 000                  |
| 8       | 607 000                  | 540 000                  | 495 000                  | 405 000                  | 804 000                  | 649 000                  |
| 9       | 619 000                  | 567 000                  | 481 000                  | 448 000                  | 708 000                  | 662 000                  |
| 10      | 746 000                  | 702 000                  | 626 000                  | 616 000                  | 873 000                  | 669 000                  |
| 11      |                          |                          |                          |                          |                          | 710 000                  |
| 12      |                          |                          |                          |                          |                          | 732 000                  |

| 1 | 684 000 | 793 000 | 609 000 | 603 000 |
| 2 | 741 000 | 813 000 | 578 000 | 646 000 |
| 3 | 356 000 | 652 000 | 478 000 | 754 000 |
| 4 | 561 000 | 697 000 | 528 000 | 667 000 |

| 1 | 356 000 | 186 000 |
| 2 | 296 000 | 205 000 |
| 3 | 322 000 | 204 000 |
| 4 | 286 000 | 188 000 |
| 5 |         | 223 000 |